# Juan Carlos Patrón
Juan Carlos Patrón ( Montevideo,  Uruguay, 22 de enero de 1905 – 3 de febrero de 1979 ) fue un abogado, profesor de derecho, dramaturgo y letrista.

## Actividad profesional  como abogado
Recibido de abogado a los 23 años, en 1936 fue nombrado profesor agregado de práctica forense de la Facultad de Derecho y Ciencias Sociales de la Universidad de la República y en 1949 catedrático de la misma asignatura, reelecto en 1954 por otros cinco años. En 1958 fue elegido decano de esa Facultad por el período 1955-1959, cargo en el que permaneció hasta 1967 por haber sido reelecto en dos oportunidades.
Entre otras obras jurídicas escribió Bases para el Estudio de la Enseñanza Práctica del Derecho; La Enseñanza Práctica del Derecho en el Uruguay; Imagen, Sonido y Movimiento al Servicio de la Enseñanza y, en colaboración con el doctor Rodríguez Pezzi, Apuntes de Práctica Forense.

## Labor artística
Se inició como autor teatral en 1928 con la comedia Felicidad, que fue estrenada en el Teatro Solís y premiada por la Asociación General de Autores del Uruguay AGADU; posteriormente fueron estrenadas sus obras Aventuras de los niños desobedientes, en colaboración con Edmundo Bianchi; Cafetín del puerto (1940), estrenada en el Teatro Artigas, en colaboración con Ángel Curotto; La casa vacía (1977); Cinco hermanos (1968); Compañera (1944), premiada en el Concurso Anual del Ministerio de Instrucción Pública de ese año, en colaboración con César Gallardo; Humanidad (1932); El pasajero (1966) y las comedias Almendras amargas (1963) y La novia de Gardel (1965).
Su obra más exitosa fue Procesado 1040, una crítica al sistema carcelario y al funcionamiento mecánico de la justicia que se estrenó en 1957 dirigida y puesta en escena por Alberto Candeau. La obra tuvo una repercusión excepcional y más de 80000 espectadores asistieron  a su representación convirtiéndose en uno de los mayores éxitos del elenco. Al año siguiente fue llevada al cine en Argentina por Argentina Sono Film dirigida por Rubén W. Cavallotti sobre el guion de Wilfredo Jiménez, ambos uruguayos,  protagonizada por Narciso Ibáñez Menta, Walter Vidarte (también uruguayo), Carlos Estrada y Juan Carlos Lamas.
Patrón dirigió en 1938 la primera película sonora del Uruguay, Soltero soy feliz, sobre su propio guion escrito en colaboración con Edmundo Bianchi e interpretada por Amanda Ledesma, Alberto Vila y Ramón Collazo.
Escribió letras de canciones populares, la primera, de 1926 Noche de Carnaval con música de Julio Carrasco y colaboración de Armando Vidal; después vinieron, entre otras, su éxito Murmuyos con música de Froilán Aguilar, hermano de José Aguilar, que grabó Carlos Gardel; Los adioses, en colaboración con Donato Racciatti y Carmelo Imperio; los candombes Fiesta negra, con Roberto Lurati y Negrita Inés, con Américo Lanzilotta; el vals Cuando florezca el jazmín, con Harry Warren; Flores secas, que obtuvo una mención especial en el Segundo Concurso de Tangos del Disco Nacional en el cine Cervantes de Montevideo; el vals En la noche azul, con Francisco Maqueira; Cuando miente una mujer (1941), con Lalo Echegoncelay, premiado en el concurso de Música Popular de A.G.A.D.U. en 1940; la ranchera Montevideo con Edmundo Bianchi  y Francisco Maqueira; El pájaro muerto (en homenaje a Gardel), con Pintín Castellanos y Edmundo Bianchi; y Payaso triste en colaboración con Carmelo Imperio y Romeo Gavioli. 
Falleció el 3 de febrero de 1979 en Montevideo.